# Парафії Каштелу-Бранківського округу
Парафії Каштелу-Бранківського округу — португальські парафії в окрузі Каштелу-Бранку. Станом на 2011 існувало 160 парафій.